# Louis-Victor Lefèvre
 (février 2016).
Pour les articles homonymes, voir Lefèvre.
Louis-Victor Lefèvre est un instituteur et botaniste français, né le 22 août 1810 à Plessis-aux-Bois, commune de Vauciennes dans le département de l'Oise et mort le 13 août 1878 à Cuvergnon dans ce même département.

## Biographie
Louis-Victor Lefèvre, instituteur à Cuvergnon, occupe une bonne partie de son temps libre à l'étude des plantes de sa région, et notamment, dès 1850, à des recherches approfondies sur l'un des groupes taxonomiques les plus complexes de la flore de France : les ronces (genre Rubus, famille des Rosacées). Pour ce faire, il est encouragé et aidé par son ami l'Abbé Questier, curé à Thury-en-Valois, qui récolte également de nombreux spécimens de ronce. Au début de l'année 1858, Lefèvre envoie un peu plus de cent trente spécimens d'herbier à l'un des spécialistes du genre à cette époque, le botaniste alsacien Philippe-Jacques Müller. Ce dernier publie en 1859 une monographie contenant la description de plusieurs centaines de nouvelles espèces pour la science, dont un peu plus d'une centaine sur la base de ses récoltes et de ses notes prises sur le terrain. Cette riche collaboration s'arrête dès 1862, à cause de difficultés relationnelles entre les deux botanistes. Lefèvre publie par la suite la description d'autres espèces, soit dans le Bulletin de la Société Botanique de France, soit dans les travaux de l'Association rubologique coordonnée par Jean-Nicolas Boulay. Il est aussi l'auteur d'une flore analytique d'environ 400 pages, restée à l'état de manuscrit.

## Publications
- 1851 – A Messieurs les botanistes du département de l'Oise et des environs de Paris in Journal de Senlis 518 : 1. Version numérique sur le site de la Bibliothèque Municipale de Senlis. Un corrigenda de cet article est publié dans le no 519 de ce journal, en page 2 (Version numérique sur le site de la Bibliothèque Municipale de Senlis).
- 1852 – Une promenade à la Tour-du-Grain, dans la Forêt de Villers-Cotterêts in Journal de Senlis 577 : 1. Version numérique sur le site de la Bibliothèque Municipale de Senlis.
- 1876 – Observations sur le Rubus plicatus Weihe & Nees in Bull. Soc. Bot. Fr. 23 : 135-136. Version numérique sur BHL.
- 1878 – Examen de l'essai sur les Rubus normands de M. Malbranche (extrait du Bulletin de la Société des amis des sciences naturelles de Rouen, année 1875, 2e semestre), suivie la liste des espèces de Ronces croissant spontanément dans le département de la Seine in Bull. Soc. Bot. Fr. 24 : 217-225. Version numérique sur BHL.
- 1878 – Reproduction des Rubus par implantation de leur tige foliifère in Bull. Soc. Bot. Fr. 24 : 366-367. Version numérique sur BHL.

## Sources
- P.J. Müller, 1859. – Versuch einer monographischen Darstellung der gallo-germanischen Arten der Gattung Rubus. in Jahresber. Pollichia 16/17: 74-298. Version numérique sur Hathi Trust Digital Library.
- N.J. Boulay, 1891. – Quelques notes sur l'étude des Rubus en France in Bull. Soc. Bot. Fr. 38 : 336-344. Version numérique sur Botanicus.